# NGC 1025
NGC 1025 ist eine Spiralgalaxie vom Hubble-Typ Sb im Sternbild Horologium am Südsternhimmel. Sie ist schätzungsweise 282 Millionen Lichtjahre von der Milchstraße entfernt und hat einen Durchmesser von etwa 75.000 Lichtjahren.

Im selben Himmelsareal befindet sich u. a. die Galaxie NGC 1031.
Das Objekt wurde am 11. September 1836 von John Herschel entdeckt.